# Krautinsel
Krautinsel è un'isola disabitata sul Chiemsee, in Baviera. Il nome, che significa letteralmente "isola delle erbe", è dovuto al fatto che fin dal medioevo veniva utilizzata per la coltivazione di erbe e verdura in genere.

## Geografia

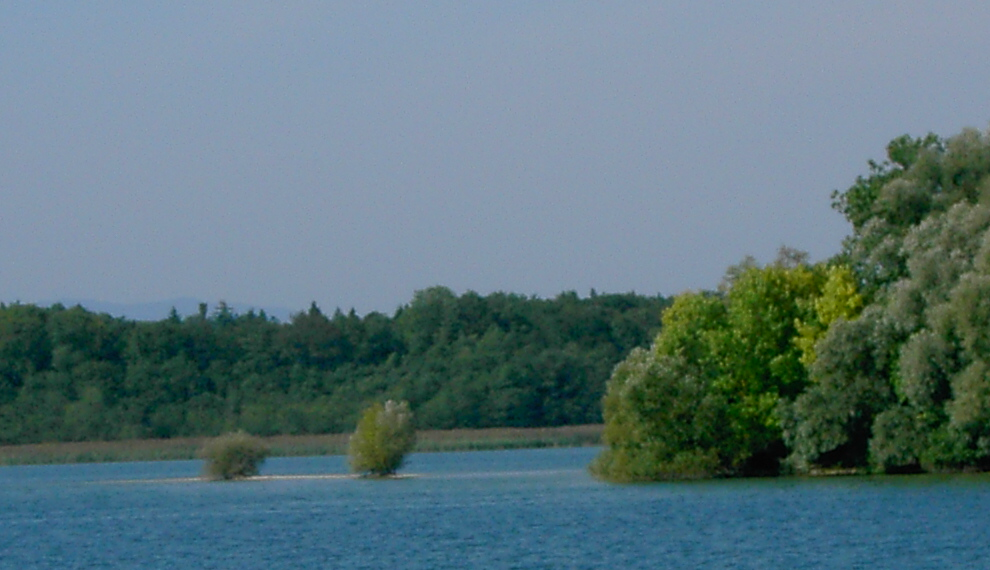
Le due isolette, propaggini meridionali della Krautinsel

Essa appartiene al territorio del comune di Chiemsee, come le altre due isole di Herrenchiemsee e Fraueninsel, nel Circondario di Rosenheim.
A sud dell'isola vi sono due piccole isolette (prive di nome, hanno una superficie di pochi metri quadrati ciascuna, superficie insufficiente ad erigervi qualsiasi forma di fabbricato), rispettivamente a 50 ed 80 m di distanza, che costituiscono le propaggini di quella principale. Tuttavia esse non appartengono al territorio del comune di Chiemsee, come l'isola principale, ma, come il lago ove si trovano, al Gemeindefreies Gebiet di Chiemsee, nel circondario di Traunstein.

## Utilizzo
In estate sulla Krautinsel pascolano bovini di proprietà dei contadini che abitano attorno al lago e che li portano colà con imbarcazioni in primavera per andarseli a riprendere in autunno. In passato l'isola forniva erbe e verdura alle suore del monastero benedettino sito sulla vicina Fraueninsel.